# II liga polska w piłce siatkowej mężczyzn 2008/2009 (grupa IV)
Rozgrywki IV grupy II ligi siatkarskiej mężczyzn 2008/2009 prowadziło 9 drużyn. Zmagania rozpoczęły się 27 września 2008 i trwały do 8 kwietnia 2009. Rundę zasadniczą wygrał Fart Kielce, 2. miejsce zajęli Czarni Radom, a za nimi kolejno: Karpaty Krono i AZS Rafako Racibórz. Wymienione kluby rywalizację w fazie play-off zakończyły na tych samych pozycjach. W finale grupy kielczanie pokonali drużynę z Radomia, rozgrywając trzy spotkania, dzięki czemu zakwalifikowali się do turnieju finałowego II ligi o prawo gry w I lidze w następnym sezonie.
Grupę IV w II lidze tworzyły kluby z województw:
| Województwo                | Kluby                                  | Miasto   | Miejsce |
| województwo mazowieckie    | Czarni Radom                           | Radom    | 2       |
| województwo małopolskie    | TS Hejnał Kęty                         | Kęty     | 7       |
| województwo małopolskie    | KU AZS Cracovia Politechnika Krakowska | Kraków   | 6       |
| województwo podkarpackie   | KS Błękitni Ropczyce                   | Ropczyce | 5       |
| województwo podkarpackie   | KKS Karpaty Krosno                     | Krosno   | 3       |
| województwo podkarpackie   | AKS Resovia II Rzeszów                 | Rzeszów  | 8       |
| województwo śląskie        | TS Volley Rybnik                       | Rybnik   | 9       |
| województwo śląskie        | AZS Rafako Racibórz                    | Racibórz | 4       |
| województwo świętokrzyskie | KS Fart Kielce                         | Kielce   | 1       |

Do II ligi na sezon 2009/2010 awansowali:
| Województwo                | Kluby                  | Miasto             | Uwagi                                                          |
| województwo śląskie        | MOSiR Bauer Mysłowice  | Mysłowice          | bezpośrednio                                                   |
| Województwo wielkopolskie  | Grześki Goplana Kalisz | Kalisz             | po barażach z AKS Resovia II Rzeszów                           |
| Województwo podkarpackie   | Wisłok Strzyżów        | Strzyżów           | po barażach z STS Skarżysko-Kamienna i AZS Politechnika Lublin |
| Województwo świętokrzyskie | STS Skarżysko-Kamienna | Skarżysko-Kamienna | po barażach z Wisłokiem Strzyżów i AZS Politechnika Lublin     |